# Stelis pusilla
Stelis pusilla är en orkidéart som beskrevs av Carl Sigismund Kunth. Stelis pusilla ingår i släktet Stelis och familjen orkidéer. Inga underarter finns listade i Catalogue of Life.